# La Fin absolue du monde
La Fin absolue du monde (Cigarette Burns) est le huitième épisode de la première saison de la série télévisée Les Maîtres de l'horreur. Il est réalisé par John Carpenter, et a été diffusé en 2005.

## Synopsis
Kirby Sweetman est un propriétaire de cinéma qui est aussi un expert en films rares. Il est sur le point de perdre son cinéma car il doit 200 000 $ au père de sa défunte femme, qui le considère comme responsable de la mort de sa fille. Bellinger, un richissime et excentrique cinéphile, lui offre l'occasion de se sauver de la faillite en l'engageant pour qu'il retrouve le légendaire film d'horreur La Fin absolue du monde, de Hans Backovic. Ce film est réputé maudit et aurait provoqué une émeute ayant causé plusieurs morts lors de sa première mondiale, en 1971, au Festival international du film fantastique de Catalogne. Le film est censé avoir été détruit peu après, et Backovic et toute l'équipe de production attachée au film sont tous morts depuis lors. Pour convaincre Sweetman qu'une copie du film existe encore, Bellinger l'emmène voir un homme très pâle et enchaîné qui présente sur ses épaules des cicatrices semblables à des ailes ayant été coupées. L'homme lui explique que son existence est liée à celle du film. Sweetman se lance alors sur la piste de La Fin absolue du monde.
Sa première piste est un critique de cinéma qui a vu le film à son avant-première et donne à Sweetman une cassette audio d'une entrevue avec Backovic. Sweetman écoute l'enregistrement et a une hallucination de sa défunte épouse. Il rencontre ensuite le projectionniste d'une projection secrète du film qui a été épargné par la mort et la folie parce qu'il a refusé de regarder ce qu'il projetait. Il envoie Sweetman rencontrer un réalisateur dérangé de snuff movie dans un entrepôt près de Paris. Sweetman est anesthésié et se réveille attaché à une chaise. Le cinéaste explique à Sweetman qu'un ange a été sacrifié dans le film, et que le mal de cette horreur affecte tous ceux qui voient le film. Sweetman a une autre vision et, quand il revient à lui, il se retrouve une machette à la main, le cinéaste et ses gardes du corps étendus autour de lui. Avant de mourir, l'homme dit : « Katja ».
Sweetman retrouve Katja, la veuve de Backovic. Elle donne à Sweetman la seule copie restante du film. Lorsqu'il lui demande comment Backovic est mort, la veuve révèle qu'il s'est tranché la gorge après avoir essayé de la tuer. Sweetman apporte le film à Bellinger et perçoit son paiement. Sweetman est informé que son beau-père a fait fermer son cinéma. Il reçoit un appel téléphonique d'un Bellinger désemparé et retourne au manoir. Là, il trouve le majordome, qui s'est aveuglé avec un couteau après avoir vu le film. Il découvre ensuite Bellinger qui met ses propres intestins dans les bobines d'un projecteur.
Le beau-père de Sweetman, qui l'a suivi, sort une arme et menace de le tuer. Ils se battent lorsque l'écran s'allume. Sweetman se réveille pour trouver son beau-père en train de regarder le film. Tous deux ont des hallucinations de la femme de Sweetman, lequel décide que lui et son beau-père doivent mourir pour libérer l'esprit de la défunte. Il tue son beau-père et se suicide. Le majordome libère l'ange enchaîné. L'ange prend les bobines de film, regarde le cadavre de Sweetman et le remercie avant de partir.

## Distribution
- Norman Reedus (VF : Cédric Dumond) : Kirby Sweetman
- Udo Kier (VF : Philippe Dumond) : Bellinger
- Gary Hetherington (VF Pierre Hatet) : Walter
- Zara Taylor : Annie
- Christopher Redman : l'Ange
- Chris Gauthier (VF : Jean-Loup Horwitz) : Timpson
- Gwynyth Walsh : Katja
- Colin Foo : Fung
- Julius Chapple (VF Guillaume Lebon) : Henri Cotillard

## Accueil critique
Jon Condit, de Dread Central, lui donne la note de 4/5, estimant que cette enquête, qui se situe quelque part entre L'Antre de la folie et La Neuvième Porte, constitue « l'un des meilleurs épisodes de la saison » bien que « l'ensemble ne soit pas supérieur à la somme de ses parties ». Pour Michaël Guarné, de Sueurs froides, « la mise en scène demeure très efficace et l'ambiance rappelle moins le fantastique américain que le film noir ou le film d'épouvante asiatique (rythme lent, explosions de violence de temps à autre) », alors que Carpenter « réussit avec brio à prendre du recul vis-à-vis de son genre de prédilection » avec ce « scénario finement écrit qui ne délaisse pas le gore ». Damien Taymans, du site Cinemafantastique, lui donne la note de 4/5, évoquant un épisode « vraiment plaisant » dont le « scénario tient la route » et où « aucune scène n’est superflue » même si « le jeu de certains acteurs peut s’avérer décevant et la qualité de la photographie n’est pas toujours à la hauteur ». Pour le site Écran large, qui lui donne la note de 4/5, « Carpenter livre une œuvre puissamment métaphorique et étonnamment gore et malsaine » et l'épisode est « un petit bijou » même si « le manque de temps et de moyens nuit quelque peu à l'efficacité d'un récit qui aurait gagné à être étiré ».
Parmi les critiques négatives, Patrick Naugle, de DVD Verdict, évoque une « randonnée apathique », un scénario décent mais trop linéaire, et un acteur principal « peu inspiré », seul le final étant « efficacement gore ». Bénédict Arellano, du site Tortillapolis, estime que Carpenter signe « un épisode particulièrement mollasson et dépassionné » et que « l’enquête perd rapidement de son intérêt, jusqu'à un final outrancier qui commet en outre l’erreur de montrer quelques images du film maudit ».

## Distinctions
L'épisode a fait partie, en compagnie de Vote ou crève, de la sélection officielle du Festival international du film fantastique de Catalogne 2006 et a remporté le prix spécial Carnet Jove lors de cette compétition.